# 황희석
황희석
(黃希碩, ? ~ 1394년)은 고려 말 조선 초의 무신으로, 본관은 평해. 고려말 회군공신(回軍功臣), 조선초 2등 개국공신(開國功臣). 군호는 평해군(平海君), 시호는 양무(襄武).

## 생애
원래 출가하여 불교에 귀의하였다가, 고려말 우왕 때, 판전농시사(判典農寺事)를 지냈다.
1383년 함경남도 단주(현재 북한의 단천시)에서 이성계의 휘하에서 청주상만호(靑州上萬戶)로 참전하여, 침략한 호발도(胡拔都)를 격퇴. 함경남도 홍원의 대문령에서 왜적을 무찌름.
1392년 정몽주가 암살됐을 때 그를 지지하는 파를 탄핵하는 일을 맡았다. 개국 이후 상의중추원사(商議中樞院事)에 제수.
황희석은 오랫동안 이성계 휘하에 있으며 수많은 전공을 세웠으나 아버지의 상으로 조선 개국에 참여하지는 못했다.
그래서 1392년 10월 9일 개국 원종공신에 녹훈되었는데, 태조의 특지(特旨)에 따라 같은 해 11월 19일 개국 2등공신으로 올려 책록되었다.
1394년 8월 3일 졸했고, 아들은 황상(黃象), 황인(黃麟), 황난(黃鸞), 황곡(黃鵠) 4형제를 두었다.

## 조선왕조실록에서의 기록[2]
- 1383년 함경남도 단주(지금의 단천시)를 여진족 추장 호발도(胡拔都)가 침략했을 때, 이성계 휘하에서 청주상만호(靑州上萬戶)가 되어 청주천호 이지란(李之蘭)과 함께 참전하여 승전.
- 함경남도 홍원의 대문령 북쪽에 침입한 왜적에 맞서, 이성계 휘하에서 청주상만호(靑州上萬戶)로 참전.
- 태종 이방원이 정몽주 일당을 탄핵할 때, 함께 함.
- 1392년 7월 28일, 상의중추원사(商議中樞院事)로 제수.
- 1392년 10월 9일, 원종 공신.
- 1392년 11월 2일, 의흥 친군위(義興親軍衛)의 도진무(都鎭撫)로 제수.
- 1392년 11월 19일, 개국 이등 공신 윤호(尹虎).
- 1393년 6월 22일, 태조 현빈 유씨의 일을 함부로 논한 대간과 형조의 관원들을 순군옥에 가두었을 때, 이들을 국문함.
- 1394년 7월 25일, 황희석이 병이 드니 태조 이성계가 친히 부처에게 기도함.
- 1394년 8월 3일, 병이 든 황희석에게 태조가 어의를 보내 돌보게 하였으나 졸(卒)함.

## 유적지
- 양무공사(襄武公祠) : 황희석의 사당으로 평해군묘(平海君廟). 충청북도 증평군 증평읍 원평길 278-2(죽2리(원평))에 있으며, 향토유적 제4호로 지정.